# So Kleever!
So Kleever!, im Original So Clover!, ist ein kooperatives Kommunikations- und Wortassoziationspiel des französischen Spieleautors François Romain, das 2021 beim belgischen Verlag Repos Production erschienen ist. Der Name ist ein Wortspiel mit Bezugnahme auf die Begriffe Klee für die Form der Spieltafeln und clever.

## Thema und Ausstattung
Bei So Kleever! sollen gemeinsam Wortassoziationen jeweils eines Mitspielers erraten werden. In jeder Runde werden dabei von den einzelnen Mitspielern aus vorgegebenen Begriffen Stichworte vergeben, die dann von den anderen Mitspielern wieder korrekt mit den vorgegebenen Begriffen verknüpft werden sollen.
Das Spielmaterial besteht neben einer Spielanleitung aus 220 Stichwortkarten, sechs Tafeln in Kleeblattform sechs Stiften und einer Punkteliste.

## Spielweise
Wie bei anderen kooperativen Spielen spielen alle Spieler als Team. Zu Beginn bekommt jeder Mitspieler eine Kleeblatttafel und einen Stift. Die Stichwortkarten werden gemischt und jeder bekommt verdeckt vier der Karten, die er zufällig auf sein Kleeblatt verteilt. An den vier Rändern jeder Tafel stehen dadurch jeweils zwei Begriffe, für die sich der jeweilige Spieler nun einen verbindenden Begriff ausdenken und aufschreiben muss.
Haben alle Spieler ihre Tafeln beschriftet, entfernen sie die Stichwortkarten und mischen sie jeweils mit einer weiteren zufällig gezogenen Karte. Die Tafeln und die Karten werden dann verdeckt vor den Spielern abgelegt. Nacheinander öffnen nun die einzelnen Spieler erst ihre Kleeblatttafel und danach ihre Stichwortkarten und die jeweils anderen Spieler müssen gemeinsam versuchen, diese wieder korrekt auf dem Kleeblatt anzuordnen; der jeweilige Besitzer der Tafel darf dabei keine Hinweise geben. Danach wird festgestellt, wie viele der Randpaare korrekt angeordnet wurden. Der Besitzer der Tafel entfernt die Karten, die falsch angeordnet sind und die restlichen Spieler haben einen zweiten Versuch, diese richtig zu platzieren. Für alle Paare, die beim ersten Versuch korrekt sind, notieren sie sich zwei Punkte, für die korrekten Paare aus dem zweiten Versuch je einen Punkt.
Wenn alle Tafeln besprochen und ausgewertet wurden, endet das Spiel. Das Team ermittelt die Gesamtpunktzahl und gleicht sie mit der Punkteliste ab, um das Ergebnis einzuordnen.

## Entwicklung und Veröffentlichung
Das Spiel So Kleever! wurde von dem französischen Spieleautor François Romain entwickelt und erschien 2020 bei dem belgischen Verlag Repos Production. 2021 veröffentlichte Repos das Spiel in einer deutschen, einer englischen und einer niederländischen Version sowie mit verschiedenen Vertriebspartnern auch auf Griechisch, Spanisch, Polnisch, Japanisch, Koreanisch, Japanisch und Chinesisch.

## Rezeption
Das Spiel wurde 2022 auf die Empfehlungsliste der Jury des Spiel des Jahres aufgenommen. Es wurde zudem auf zahlreichen Plattformen weitgehend positiv besprochen. Der Kritiker Harald Schrapers vergleicht das Spielprinzip mit dem des Spiels Codenames, bei dem wie hier „mehrere Worte mit einem Oberbegriff erklär[t]“ werden, bezeichnet es jedoch als „einfacher, flotter, zugänglicher“.

## Belege
1. 1 2 3 4 5  
Spielanleitung Die wandelnden Türme, Abacusspiele 2022
2. ↑  
So clover!, Versionen bei BoardGameGeek. Abgerufen am 7. April 2023.
3. ↑  So Kleever! auf der Website des Spiel des Jahres e.V.; abgerufen am 7. August 2022.
4. ↑  
Harald Schrapers: So Kleever!, Rezension auf „gamesweplay.de“; abgerufen am 7. August 2022.